# 明坂聡美
明坂 聡美（あけさか さとみ、1988年1月2日 - ）は、日本の声優、歌手、舞台女優。アミュレート所属。埼玉県出身。

## 来歴
3歳の頃、インドネシアに住み 親の仕事による海外赴任手当や物価差により使用人に囲まれた生活を過ごした。漫画家の征海未亜のファンであり、2001年、イベントの参加賞のオリジナルグッズを目当てに出場した少女漫画雑誌『なかよし』が開催した『東京ミュウミュウ』イベントアイドルグランプリにて「アイドル賞」を受賞。『東京ミュウミュウ』イベントキャラクター、藍沢みんと役でデビューし、芸能界入り。南青山少女歌劇団の妹グループ「Nansho Kids」にも所属していた。当時は中学生だったため、しばらく学業とタレント活動を続けていたという。中学3年生の時にお偉いさんの前にキッズが集められ、「どこに進みたいか希望を言ってみて」と言われたため、埼玉からわざわざ上京して、「話せ」と言われ、「言わないのは損だ」と思っていたことから「小学生の頃からの夢だった声優になりたい」と言っており、2004年、『恋風』の安西双葉役で声優デビュー。2005年、ミュージカル『ギャラクシーエンジェル』のヴァニラ・H役で舞台デビュー。また『COACH☆』のメンバーとして活動し、シングル『スタートライン』にてCDデビューした。当時、千葉紗子が同じ事務所に所属していたことも後押しになり、千葉とテレビアニメ『しゅごキャラ!』で一緒になれたのが嬉しかったという。2007年秋からのゲーマーズの新CMから2代目デ・ジ・キャラット役を担当。2011年には冠番組であるバラエティ番組『明坂聡美の「明けテレ」』を開始するなど多芸である。2011年9月をもってスペースクラフト・エンタテインメントを退所し、10月よりアミュレートに所属している。
2017年からメディアミックスプロジェクト「BanG Dream!」に白金燐子役で出演しており、声優ユニット・Roseliaとして現実にバンド活動を行っていた（キーボードを担当）。しかし突発性難聴により、継続的なライブ・リハーサルを必要とするバンドでの音楽活動が困難との医師の診断を受け、2018年9月17日の「Roselia Fan Meeting 2018」を最後に活動を卒業することとなった。バンド活動だけでなく役そのものを降板という形になり、志崎樺音が後任として役を引き継ぐ。ゲーム『バンドリ！ ガールズバンドパーティ！』内のボイスなども後任キャストのものに差し替えられる（2019年3月16日より順次ボイスは差し替えられた）。

## 人物
趣味はネコいじり、ネットゲーム、ボードゲーム、人狼、ディズニー、イラスト描き。椎名林檎のファン。好きな食べ物は梅干し。コンタクトレンズを使用している。座右の銘は「なんとかなるさ」。
学生時代は演劇部と生徒会を掛け持ちしていた。

## 出演
太字はメインキャラクター。

### テレビアニメ
2004年
- 恋風（安西双葉）

2005年
- 涼風（藤川美穂）
- 蟲師（ナミ）

2006年
- おねがいマイメロディ 〜くるくるシャッフル!〜（碓井幸）
- ギャラクシーエンジェる〜ん（ナノナノ・プディング）
- ひまわりっ!（2006年 - 2007年、風間椿、さくら） - 2シリーズ
- 僕等がいた（宮田知沙）
- 錬金3級 まじかる?ぽか〜ん（鉄子）

2007年
- アイドルマスター XENOGLOSSIA（すずしろ）
- 家庭教師ヒットマンREBORN!（クローム髑髏〈凪〉）
- キスダム -ENGAGE planet-（2007年 - 2008年、ヴァルダ、神籠眞奈） - 2シリーズ
- ご愁傷さま二ノ宮くん（綾川日奈子）
- しゅごキャラ!（2007年 - 2009年、まなみ、パール、姫野琴音、那美） - 2シリーズ
- 人造昆虫カブトボーグ V×V（リカ）
- ナイトウィザード The ANIMATION（マユリ・ヴァンスタイン）
- らき☆すた（柊まつり）

2008年
- かんなぎ（美術部員、ウェイトレス、女子生徒）
- 今日の5の2（浅野ユウキ）
- セキレイ（久能）

2009年
- 青い花（エイミー、部員C）
- うみものがたり 〜あなたがいてくれたコト〜（市川、美女兵士）
- グイン・サーガ（ミアイル）

2010年
- 聖痕のクェイサー（2010年 - 2011年、椎崎るる） - 2シリーズ
- 探偵オペラ ミルキィホームズ（2010年 - 2018年、アルセーヌ / アンリエット・ミステール） - 4シリーズ + 特別編4作品
- ひめチェン!おとぎちっくアイドル リルぷりっ（星野桃花）
- みつどもえ（2010年 - 2011年、丸井ふたば） - 2シリーズ

2011年
- お兄ちゃんのことなんかぜんぜん好きじゃないんだからねっ!!（コス友）
- gdgd妖精s（2011年 - 2013年、コロコロ、持田房子、ジャスミン、アプリコット、ヒーローオレンジ、クルクル、雑魚キャラ） - 2シリーズ
- 戦国乙女〜桃色パラドックス〜（徳川イエヤス、トクニャン）
- そふてにっ（冬川来栖）
- 電波女と青春男（ソフト部員、女子B）
- バカとテストと召喚獣にっ!（3年生女子B）
- プリティーリズム・オーロラドリーム（藤堂かのん）
- マケン姫っ!（ヤン・ミン）
- レベルE（江戸川美歩）

2012年
- Another（渡辺珊）
- おじゃる丸（2012年 - 2013年、チューリップ、女子高生）
- 銀河へキックオフ!!（太田紗）
- ゴクジョッ。〜極楽院女子高寮物語〜（大和田円）
- ジュエルペット きら☆デコッ!（マコ）
- 人類は衰退しました（妖精さん、子供、女子、生徒）
- ソードアート・オンライン（2012年 - 2014年、司会、MMOストリームの司会） - 2シリーズ
- ちとせげっちゅ!!（美香）
- プリティーリズム・ディアマイフューチャー（チェギョン、藤堂花音）
- リコーダーとランドセル（2012年 - 2013年、女性警官、高校生C、木島さん、駅アナウンス） - 3シリーズ

2013年
- 銀河機攻隊 マジェスティックプリンス（ナオミ）
- COPPELION（野村タエ子）
- デート・ア・ライブ（2013年 - 2024年、椎崎雛子） - 5シリーズ
- てさぐれ!部活もの（2013年 - 2015年、佐藤陽菜） - 3シリーズ
- 八犬伝―東方八犬異聞―（観月あやね） - 2シリーズ
- ファンタジスタドール（エドモントン、アンヌ）
- ムシブギョー（お春）

2014年
- アカメが斬る!（エスデス）
- Wake Up, Girls!（2014年 - 2018年、鈴木玲奈） - 2シリーズ
- 銀の匙 Silver Spoon（中矢）
- 地下すぎアイドル あかえちゃん（あおみ）
- Z/X IGNITION（ポラリス、子供C）
- プリティーリズム・レインボーライブ（ナオミ）
- 遊☆戯☆王ARC-V（2014年 - 2015年、鮎川アユ、タナー、オペレーター、観客の女性、女性客）

2015年
- 浦和の調ちゃん（上木崎常盤）
- GANGSTA.（ヘザー）
- GATE 自衛隊 彼の地にて、斯く戦えり（2015年 - 2016年、黒川茉莉、マダム） - 2シリーズ
- コンクリート・レボルティオ〜超人幻想〜（2015年 - 2016年、アラクネ、遥アキ） - 2シリーズ
- だんちがい（仲野夢月）
- ノラガミ ARAGOTO（数巴、刈巴）

2016年
- Occultic;Nine -オカルティック・ナイン-（鬼崎あすな）
- 学園ハンサム（優）
- クオリディア・コード（依藤真里香）
- 少女たちは荒野を目指す（安東テルハ）
- 少年メイド（坂本先生）
- スカーレッドライダーゼクス（佐倉サロメ・ハコ）
- ナンバカ（百式百子）
- PJベリーのもぐもぐむにゃむにゃ（相談者、スウィーティ・バンチャ）
- 魔装学園H×H （ヴァルデ）
- 魔法少女?なりあ☆がーるず（魔獣）
- 名探偵コナン（2016年 - 2025年、リサ・パープル、山本萌奈、桜川絵里菜、西田博子）

2017年
- アイドル事変（木谷るる）
- CHAOS;CHILD（謎の少女）
- 風夏（藤川美穂）
- 覆面系ノイズ（三古田瑛士〈幼少期〉）
- BanG Dream!（白金燐子〈初代〉）
- TSUKIPRO THE ANIMATION（藍里）

2018年
- うさぎのマシュー（ハム）
- みっちりねこ
- まめねこ（飼い主さん）
- 学園ベビーシッターズ（猪又まりあ）
- ウマ娘 プリティーダービー（2018年 - 2023年、実況） - 3シリーズ
- はねバド!（大船友香）
- BanG Dream! ガルパ☆ピコ（白金燐子、司会）
- つくもがみ貸します（お姫）
- はるかなレシーブ（新垣陽菜）
- ムヒョとロージーの魔法律相談事務所（2018年 - 2020年、リオ / 黒鳥理緒） - 2シリーズ
- ひもてはうす（紐手こころ）
- 叛逆性ミリオンアーサー（ローズ・ブロッサム）

2019年
- B-PROJECT〜絶頂*エモーション〜（麦倉涼子）
- 八月のシンデレラナイン（神宮寺小也香）
- Z/X Code reunion（ポラリス）

2020年
- 恋する小惑星（女児）
- 放課後ていぼう日誌（大野真）
- シャドウバース（2020年 - 2024年、マルグリット・ヴァロワ） - 2シリーズ
- 異常生物見聞録（チャオシイ）

2021年
- SSSS.DYNAZENON（学級担任）
- Vivy -Fluorite Eye's Song-（グレイス）
- RE-MAIN（美琴）

2022年
- むさしの!（上木崎常盤）
- 咲う アルスノトリア すんっ!（ロガエス）
- 令和のデ・ジ・キャラット（2022年 - 2023年、ブロッコデス / 2代目デ・ジ・キャラット、女子A）
- Do It Yourself!! -どぅー・いっと・ゆあせるふ-（しーの母）

2023年
- 老後に備えて異世界で8万枚の金貨を貯めます（イリス）
- おとなりに銀河（穂波）
- 異世界召喚は二度目です（ロア・レオネール）

2024年
- 異世界でもふもふなでなでするためにがんばってます。（シシリー）
- それいけ!アンパンマン（ウサギの女性、ネコ美、モン吉）
- 転生したら第七王子だったので、気ままに魔術を極めます（2024年 - 2025年、タリア） - 2シリーズ
- ハズレ枠の【状態異常スキル】で最強になった俺がすべてを蹂躙するまで（魂喰い）
- 異世界ゆるり紀行 〜子育てしながら冒険者します〜（カレン）

2025年
- ウマ娘 シンデレラグレイ（実況〈赤坂美聡〉）
- Turkey!（麻衣の母）
- 野生のラスボスが現れた!（ベネトナシュ）

### 劇場アニメ
- AURA 〜魔竜院光牙最後の闘い〜（2013年、忌野アキ[70]）
- Wake Up, Girls! 七人のアイドル（2014年、鈴木玲奈[43]）
- 劇場版gdgd妖精sっていう映画はどうかな…?（2014年、コロコロ[71]）
- 劇場版 プリティーリズム・オールスターセレクション プリズムショー☆ベストテン（2014年、藤堂かのん[72]、チェギョン）
- 劇場版デート・ア・ライブ 万由里ジャッジメント（2015年、椎崎）
- ガールズ&パンツァー 劇場版（2015年、アッサム）
- 劇場版 探偵オペラ ミルキィホームズ〜逆襲のミルキィホームズ〜（2016年、アルセーヌ / アンリエット・ミステール[73]）
- 劇場版マジェスティックプリンス 覚醒の遺伝子（2016年、ナオミ）
- 劇場版 ソードアート・オンライン -オーディナル・スケール-（2017年）
- K SEVEN STORIES Episode4「Lost Small World 〜檻の向こうに〜」（2018年、伏見木佐[74]）

### OVA
2000年代
- こはるびより（2007年、住友みのり）
- 絶対衝激 〜PLATONIC HEART〜（2008年、本間棗）
- らき☆すたOVA（オリジナルなビジュアルとアニメーション）（2008年、柊まつり）
- OAD 今日の5の2 放課後（2009年、浅野ユウキ）

2010年代
- 聖痕のクェイサー 〜女帝の肖像〜（2010年、椎崎るる）
- かってに改蔵（2011年、泊亜留美）
- 乙女はお姉さまに恋してる 2人のエルダー THE ANIMATION（2012年、仁科衛里）
- 姉ログ（2014年 - 2015年、黒瀬香澄） - アニメイト限定ファンディスク、コミックス5 - 7巻限定版
- 常住戦陣!!ムシブギョー（2014年 - 2015年、お春） - コミックス15 - 17巻限定版
- 学園ハンサム The Animation（2015年、優）
- デュラララ!!×2 承 外伝!? 第4.5話「私の心は鍋模様」（2015年、櫛川）
- ガールズ&パンツァー 最終章（2017年 - 2023年、アッサム、アリ）
- ウマ娘 プリティーダービー BNWの誓い（2018年、赤坂美聡）

### Webアニメ
2000年代
- デ・ジ・キャラット×にょコにょコ動画（2008年、デ・ジ・キャラット）
- ペンギン娘♥はぁと（2008年、児魂清海）

2010年代
- ロボットガールズZ プラス（2015年、光波獣ピクドロン）
- 弱酸性ミリオンアーサー（2017年、モルゴース）

2020年代
- ゲーム『ウマ娘 プリティーダービー』1st Anniversary Special Animation（2022年、実況）
- Fate/Grand Order 藤丸立香はわからない（2023年、加藤段蔵）

### ゲーム
2006年
- GALAXY ANGEL II 絶対領域の扉（ナノナノ・プディング）

2007年
- ASH -ARCHAIC SEALED HEAT-（アイシャ）
- 家庭教師ヒットマンREBORN!（クローム髑髏〈凪〉）
  - DSフレイムランブルXX 超決戦 真6弔花
  - DSフレイムランブル 開炎 リング争奪戦!

- GALAXY ANGEL II 無限回廊の鍵（ナノナノ・プディング）

2008年
- 家庭教師ヒットマンREBORN!（クローム髑髏〈凪〉）
  - ドリームハイパーバトル!Wii
  - DSボンゴレ式対戦バトルすごろく
  - 狙え!?リング×ボンゴレトレーナーズ
  - DSフェイトオブヒート炎の運命
  - DSフレイムランブル超燃えよ未来
  - バトルアリーナ
  - 禁断の闇のデルタ

- 鉄道むすめDS〜Terminal Memory〜（外川つくし）

2009年
- 家庭教師ヒットマンREBOEN! バトルアリーナ2 スピリットバースト（クローム髑髏〈凪〉）
- GALAXY ANGEL II 永劫回帰の刻（ナノナノ・プディング）

2010年
- 探偵オペラ ミルキィホームズ（アルセーヌ / アンリエット・ミステール）

2011年
- メルルのアトリエ 〜アーランドの錬金術士3〜（メルル〈メルルリンス・レーデ・アールズ〉）
- スマイル☆シューター〜ふぁーすと☆ちけっと〜（桐沢楓）

2012年
- UNDER NIGHT IN-BIRTH（2012年 - 2024年、エルトナム、ウヅキ） - 5作品
- 拡散性ミリオンアーサー（モルゴース）
- 断罪のマリア 〜ラ・カンパネラ〜（鮮血のカタリナ）
- 探偵オペラ ミルキィホームズ 2（アルセーヌ / アンリエット・ミステール）
- 武装神姫 BATTLE MASTERS Mk.2（ヴェルヴィエッタ型）
- プリティーリズム（チェギョン）
- ルーンファクトリー4（セルザウィード）

2013年
- 碧空のグレイス（キャラクターボイス〈女〉-03）
- スロッターマニアV 絶対衝激II（本間棗）
- アルカディアスの戦姫（エリアーシュ）
- 英国探偵ミステリア（エミリー・ホワイトリー）
- 解放少女 SIN（明星かぐや）
- シャイニング・フォース クロスエクレシア（プレイヤーボイス）
- DISORDER6（アユミ）
- デジモンアドベンチャー
- 願いの欠片と白銀の契約者（統神璃子）
- 秘書コレクション 〜どきどき♥秘密の社長室〜（カリスマ教頭秘書）
- ファンタジスタドール ガールズロワイヤル（カナン）
- ボクコイせかんどっ!（一条莉緒）
- メルルのアトリエ Plus 〜アーランドの錬金術士3〜（メルル〈メルルリンス・レーデ・アールズ〉）
- 新・ロロナのアトリエ はじまりの物語〜アーランドの錬金術士〜（メルル〈メルルリンス・レーデ・アールズ〉）
- ブラウザ MCあくしず -鋼鉄の戦姫-（Su-35フランカーE、戦艦クイーン・エリザベス）

2014年
- 虹色カノジョ
- Wake Up, Girls! ステージの天使（鈴木玲奈）
- ウチの姫さまがいちばんカワイイ（良家姫 サーヤ・ラ・レルベ）
- ガールズ&パンツァー 戦車道、極めます!（アッサム）
- 乖離性ミリオンアーサー（複数キャラボイス）
- CV 〜キャスティングボイス〜（代官奈津美）
- グランブルーファンタジー（2015年 - 2024年、ラムレッダ）
- サウザンドメモリーズ（複数キャラボイス）
- JKヴァンパイア 〜運命のフェスタ〜（黒間宵）
- シャイニング・フォース クロスエクレシア ゼニス（プレイヤーボイス）
- 神撃のバハムート（ソーラ、リコリス）
- すくみず!〜すくみ荘ミッションZ〜（衣更着桜）
- 超女神信仰 ノワール 激神ブラックハート（増嶋愛）
- 大戦コスプレタリカ（八坂ナナ / フェアリータリカ）
- 封印勇者!マイン島と空の迷宮（聖夜の妖精ミーフィア）
- ボーダーブレイク スクランブルVer.4.0（ジーナ）
- 魔女のニーナとツチクレの戦士（ニーナ）
- マブラヴ オルタネイティヴ トータル・イクリプス（斉藤助教） - PC版
- レファルシアの幻影（カルディナ）
- ロボットガールズZ ONLINE（アフロさん〈アフロダイA〉）

2015年
- 虹色カノジョ2d
- アルカディアの蒼き巫女（アンネ）
- クルセイダークエスト（アカン）
- CroixleurΣ（サラ・アンニカ）
- 白猫プロジェクト（2015年 - 2021年、カクテル・フルーツ、ベルラーン）
- スクールファンファーレ（狩谷葉月）
- スマイル☆シューター Dear my Dream（桐沢楓）
- タイタン：神々の戦争（女神カリオペ）
- 超銀河船団（ハギワラ・ユリアン、オーメル 他）
- 帝国海軍恋慕情〜明治横須賀行進曲〜（志賀京）
- ブレイブリーアーカイブ ディーズレポート（複数キャラボイス）
- 魔界戦記ディスガイア5（ウサリア）
- ミラクルガールズフェスティバル（佐藤陽菜）
- ゆるかみ!（深谷シャロ、桐生きぬ）
- 妖怪百姫たん!（ケサランパサラン）
- ロボットガールズZ ONLINE（ピクドロン）

2016年
- アイドル事変（木谷るる）
- クイズRPG 魔法使いと黒猫のウィズ（ミネバ・クロード、アニマ・アウローラ、ベシュレディカ）
- グリムノーツ（いばら姫、三蔵法師）
- ゴクジョッ。〜極楽院女子高寮物語〜 奪! パンツこれくしょん（大和田円）
- Shadowverse（ロイヤルセイバー・オーレリア、ペンギンウィザード、オルクス、デモンハンドアサシン、レディアントシャーマン、フェアリー）
- 少女たちは荒野を目指す（安東テルハ）
- ドリフトガールズ（寺内梢）
- バレットガールズ2（楼山美雨）
- マジガーーーーール!!!（望月南美）

2017年
- かまいたちの夜 輪廻彩声（小林真理）
- 魔女と百騎兵2（プリム）
- バンドリ! ガールズバンドパーティ!（2017年 - 2019年、白金燐子〈初代〉）
- あくしず戦姫 〜戦場を駆ける乙女たち〜（P-38 ライトニング、Su-35 フランカーE、クイーン・エリザベス）
- クラッシュ・オブ・パンツァー（栗林小道）
- 御城プロジェクト:RE（シュノンソー城、白河小峰城）
- プロジェクト東京ドールズ（班目セツナ）
- Fate/Grand Order（2017年 - 2023年、加藤段蔵）
- 巨影都市（松原ミハル）
- てさぐれ！ゲームもの（佐藤陽菜）
- OCCULTIC;NINE（鬼崎あすな）
- デスティニーチャイルド（ルサルカ）
- メギド72（2017年 - 2023年、ベレト、オリアス）
- Shadowverse（悪魔の拳法家・ソーラ）
- 戦場のツインテール（モントゴケイティ・キャシー）
- ラストグノウシア（シャンティ）
- 八月のシンデレラナイン（神宮寺小也香）
- りっく☆じあーす（北熊本六花、10式戦車 第4戦車大戦Ver、12地対艦誘導弾）

2018年
- ガールズ&パンツァー ドリームタンクマッチ（アッサム）
- 夜明けのベルカント（ユスティア・バレスタイン）
- 勇者ネプテューヌ 世界よ宇宙よ刮目せよ!! アルティメットRPG宣言!!（アルティザン）
- ゲシュタルト・オーディン（ロックブーケ）
- プレカトゥスの天秤（シエラ・ハドック）

2019年
- ネルケと伝説の錬金術士たち 〜新たな大地のアトリエ〜（メルルリンス・レーデ・アールズ〈メルル〉）
- 東京放課後サモナーズ（ジズ）
- JUDGEMENT 7 俺達の世界わ終っている。（美森まもり）
- ルルアのアトリエ 〜アーランドの錬金術士4〜（メルルリンス・レーデ・アールズ）
- かんぱに☆ガールズ（ビッキー・ロー）
- 七つの大罪 〜光と闇の交戦〜（リリア）
- アルカ・ラスト 終わる世界と歌姫の果実（ノエミ）
- ゆめいろファンタジーラテール（ジョアン）
- ワールドフリッパー（エクリール、メイミー、エルザ）

2020年
- アリス・ギア・アイギス（2020年 - 2024年、安藤陽子）
- アトリエオンライン 〜ブレセイルの錬金術士〜（メルル）
- 聖剣伝説3 TRIALS of MANA（理の女王）
- セイクリッドブレイド（グレンダ）
- シャドウバース チャンピオンズバトル（マルグリット・ヴァロワ）
- 装甲娘 ミゼレムクライシス（オリオン）

2021年
- コープスパーティー ブラッドカバー リピーティッドフィアー（白夢美九） - PS4/Switch版
- ウマ娘 プリティーダービー（2021年 - 2024年、実況・赤坂美聡）
- アクション対魔忍（鬼崎きらら）
- DCスーパーヒーローガールズ ティーンパワー（スターサファイア / キャロル・フェリス）
- 蒼藍の誓い ブルーオース（伊勢、日向）
- 東方ダンマクカグラ（東風谷早苗）
- 終末のアーカーシャ（エリザベス）
- モナーク/Monark（安良城寧子）

2022年
- Relayer（テラ）
- ゼノブレイド3（ゴンドウ）

2023年
- 艦隊これくしょん -艦これ-（2023年 - 2024年、朝日）
- レスレリアーナのアトリエ 〜忘れられた錬金術と極夜の解放者〜（メルル）
- CHUNITHM（ステラリウス・エオン・ブリルノーヴァ）
- ポケモンマスターズEX（2023年 - 2024年、アユミ）
- スノウブレイク：禁域降臨（テス・コトキン）

2024年
- ガーディアンテイルズ（オーディル）
- De:Lithe Last Memories（和泉ナナ）
- ウマ娘 プリティーダービー 熱血ハチャメチャ大感謝祭!（赤坂美聡）
- アッシュエコーズ（狄硯）

2025年
- ペルソナ5: The Phantom X（野毛朋子）
- みんなのGOLF WORLD（アルカナ）

### ドラマCD
2006年
- トランスフォーマー キスぷれ 玩具・フィギュア付属ドラマCDシリーズ（人隣当梨）
  - コンボイ×メリッサ
  - 大嶋優木フィギュアコレクション1 あたり×オートルーパー
  - ホットロディマス×シャオシャオ
  - オートルーパー×あたり

2007年
- 「A.S.H.-Archaic Sealed Heat-」スペシャル・ドラマCD（アイシャ）
- ギャラクシーエンジェる〜ん 実践！実戦！初めての合コンにトライアる〜ん（ナノナノ・プディング）
- ギャラクシーエンジェルII ドラマCD&DVD「絶対無限の幕間劇」（ナノナノ・プディング）
- こはるびより（2007年 - 2008年、住友みのり） - 3作品
- テレパシー少女 蘭 ドラマCD ねらわれた街 前編・後編（磯崎蘭）
- トランスフォーマー キスぷれ 玩具付属ドラマCDシリーズ（人隣当梨、サンドル、歌）
  - カセットロンセット キスぷれポジション
  - スーパークボット

- 盗んで♥リ・リ・ス（沙綾・コラーディ）
- ひまわりっ!! サウンドトラック+番外編ショートドラマ（風間椿）
- 妄想ボイスCD第4弾「委員長CD」インディーズ作品
- ROOM NO.1301 ドラマCD #1 - 3（大海千夜子）

2008年
- 家庭教師ヒットマンREBORN! 日常編 前編 初回限定版特典ドラマCD「守護者達のバンケット」（クローム髑髏〈凪〉）
- 今日の5の2 ドラマCD Vol.1、2（2008年 - 2009年、浅野ユウキ）
- Minority 〜未成年〜ドラマCD インディーズ作品
- らき☆すた ドラマCD（柊まつり）

2009年
- 学園革命伝ミツルギ（カティサーク）※コミックス+月刊コミックラッシュ2009年3月号全員サービス
- 家庭教師ヒットマンREBORN! 未来編 Burn.5 初回限定版特典ドラマCD「クロームは見た! 黒曜ランドの愉快な日常」（クローム髑髏（凪））
- H+P -ひめぱら-（メルル）
- ファンタズム（北里あかり）
- みつどもえ ドラマCD〜伝説のはじまり〜（丸井ふたば）

2011年
- 双×萌 FUTAMOE 〜双子の女の子が萌え萌えで眠れないCD〜（弐双炎樹）

2012年
- 集英社スーパーダッシュ＆ゴー! 4月号 創刊第3号特別付録ドラマCD「くずばこに箒星」（神宮司鳥子）
- スマイル☆シューター ドラマCD サファリパークでおしごと（桐沢楓）
- バロックナイト放送局（アシュレイ、主題歌「Baroque Night Eclipse」）
- らぶバト! 2nd Attack（天聖院閃華）

2013年
- 姉ログ（黒瀬香澄） - コミックス第2巻ドラマCD付き特別版
- ガールズ&パンツァー ドラマCD 今度はドラマCDです!（アッサム）
- ゴミ溜めPEACEシリーズ（No.53 KAREN）
  - 「ゴミ溜めPEACE」
  - 「ゴミ溜めPEACE カレンと捨てられない53」
  - 「ゴミ溜めPEACE マリアと100の分別法」

- ロロナ・トトリ・メルルのアトリエ 〜アーランドのお茶会〜（メルル〈メルルリンス・レーデ・アールズ〉）

2014年
- Wake Up Girls! ショートでごめんね（鈴木玲奈）
- ゴミ溜めPEACEシリーズ（No.53 KAREN）
  - 「ゴミ溜めPEACE アイリスと午前2時の空」
  - 「ゴミ溜めPEACE2」
  - 「ゴミ溜めPEACE 5st ホームズ・ステイ」

- ちょっとかわいいアイアンメイデン（杏璃・シウバ）
- 南鎌倉高校女子自転車部（鳳凰寺コロネ） - 単行本第5、6巻ドラマCD付き初回限定版

2015年
- ノーブルウィッチーズ 単行本第3 - 6巻ドラマCD付き同梱版（ジェニファー・J・デ・ブランク）
- ゴミ溜めPEACE 〜the a11 goa1〜（ミニドラマ収録：カレン・ハーウェル）
- ロロナ・トトリ・メルルのアトリエ 〜虹の絵の具と旅の絵師〜（メルル〈メルルリンス・レーデ・アールズ〉）

2016年
- 『ガールズ&パンツァー劇場版』ドラマCD5 新しい友達ができました!(アッサム)
- Z/X -Zillions of enemy X- NF DramaCD（9）「13姉妹 雪月花」（アドミニストレータ ポラリス）

2019年
- 時空警察SIG-RADER ノエルサンドレ・イヴ（皐月光紗）
- Di Gi Charat 20th Anniversary DRAMA CD 『D.U.P.編』（2代目デ・ジ・キャラット、ブロッコデス）。

2020年
- THE IDOLM@STER  MILLION THE@TER WAVE 08 miraclesonic☆expassion（げき子）

2021年
- 休日のわるものさん（ひびき）

2023年
- ルーンファクトリー3 スペシャル Dream Collection特典ドラマCD「主人公大集合！オールスタードラマCD」（セルザウィード）

2025年
- THE IDOLM@STER MILLION BATTLE OF THE@TER OP 頂上決戦ヴィクトリー!!!!!!（劇場の魂）

### 吹き替え

#### 映画（吹き替え）
- プロジェクト・サイレンス（2025年、シム・ミラン〈パク・ヒボン〉[187]）

#### ドラマ
- 朝鮮弁護士 (韓国2023年) 朝鮮弁護士カン・ハンス 誓いの法典（DVD、NHK:2025年、イ・ヨンジュ／ソウォン〈キム・ジヨン／ボナ〉)

#### アニメ
- トランスフォーマー アニメイテッド（2010年、サリ・サムダック[188]）
- マイリトルポニー〜トモダチは魔法〜（2013年、リトルストロングハート）
- DCスーパーヒーロー・ガールズ（2020年、スターサファイア / キャロル）

### ラジオ
※はインターネット配信。
2000年代
- 涼風Radio COACH☆しちゃうぞ!（2005年 - 2006年、スターチャイルド COACH☆オフィシャルページ内※）
- ギャラクシーエンジェる〜ん（後に『ピャパプピーペンピェぷ〜ん』に番組名変更）（2006年 - 2007年、ランティスウェブラジオ※）
- 富士見ティーンエイジファンクラブ（2006年 - 2008年、ラジオ大阪※）
- トランスフォーマー キスぷれ（2006年、文化放送、りりあん 萌えっちゃお内※）
- トランスフォーマー キスぷれTF情報局（2006年 - 2007年、文化放送）
- ラジオどっとあい 明坂聡美のほのぼのsmile☆（2006年、文化放送）
- ゴチャ・まぜっ!火曜日 ミニコーナー（2006年 - 2007年、2008年 - 2009年、MBSラジオ）
- ゴチャ・まぜっ!木曜日 ミニコーナー（2007年 - 2008年、MBSラジオ）
- 英梨と聡美のＯＯマニアへの道（2007年 - 2008年、Showgate RADIO※）
- るり色輪廻 〜ラジオはじめて物語〜（2007年 - 2008年、音泉※）
- 英梨と聡美のHENTAIですか？〜全国のタカヤさんをごひいきします★〜（2008年、キャララジオ※）
- 明坂聡美の超ラジ!Girls（2008年 - 2010年、超!A&G+※）
- でじこラジオ（2008年 - 2009年、音泉※）
- 絶対情報局（2008年、絶対衝激オフィシャルサイト※・音泉※・ランティスウェブラジオ※）
- 地球発デ・ジ・キャラットラジオ略して地デジラジオ（2009年 - 2010年、アニメイトTV※）
- うぇぶらじ@電撃文庫（2009年 - 2011年、電撃文庫公式サイト※）

2010年代
- みつどもえラジオ「3ちゃんねる」（2010年 - 2011年、音泉※、ランティスウェブラジオ※、HiBiKi Radio Station※）
- あまたつ!（2010年 - 2011年、超!A&G+※）
- 電人★GA部ぅ〜（2011年 - 2013年、文化放送→ニコニコ生放送※）
- 明坂聡美のアケネーター！（2012年、バナフェス!ラジオ※）
- あけ×ぽこ（2012年、超!A&G+※）
- スマイル☆シューター The RADIO（2012年 - 2014年、ランダム出演、超!A&G+※）
- おしゃべりやってま〜す・B!（2013年 - 2014年、K'z Station※）
- ゴミ溜めPEACE「53kHz カレンのメラメラジオ」（2013年、YouTube※）
- てさぐれ!ラジオもの（2013年 - 2014年、日テレオンデマンド※、ニコニコ動画※）
- あけことYUUKIのAre You Lady?（2014年 - 2015年4、超!A&G+※）
- ゴミ溜めPEACE RADIO（2014年、HiBiKi Radio Station※）
- おしゃべりやってま〜すレボリューション（2015年、K'z Station※）
- てさぐれ!ラジオもの すぴんおふ（2015年、日テレオンデマンド※、ニコニコ動画※）
- 二ノ宮市丸と明坂聡美のえじぷれっ！〜 AG-ON Premium Presents（2017年、AG-ON Premium※）
- ひもてはうすラジオ 今夜も眠れないのー （2018年、超!A&G+※）

### ラジオCD
2000年代
- ラジオギャラクシーエンジェル りょーことゆーなと vol.1（2008年、#12〜13ゲスト）
- るり色輪廻 どらま×うた×らじお（2008年、水沢留莉・瑠璃姫）
- DJCD 神戸前向女学院。 IV（2009年）

2010年代
- あまたつ! DJCD（2011年、超!A&G+）
- ラジオCD「戦国乙女〜ラジオパラドックス〜」（2011年10月28日、第10回ゲスト）
- 高垣彩陽のあしたも晴レルヤ DJCD Vol.2（2011年、第35回ゲスト、超!A&G+）
- 下田麻美ファン感謝CD-LINK-（2013年2月27日、ラジオゲスト）

### CM
- ゲーマーズ（2007年、TV顔出し）
  - 明坂聡美のナノっとゲーマーズレイディオ（ゲーマーズ店内用「ラジオ」：5月21日 - ）
- JUDGEMENT 7 俺達の世界わ終っている。（2019年、ナレーション）[194]
- サントリー トリス（2023年11月、顔出し）[195]

### ナレーション
- アクセス爆裂中!LoGiRLって何?徹底解説SP（2015年1月23日、テレビ朝日）
- 今をときめく"女のコ"たちが毎日見れる【LoGiRL】大公開SP!（2015年6月5日、テレビ朝日）
- 黙示録：冷戦時代 「東西の対立」「高まる緊張」「戦争拡大の脅威」「共産主義の拡大」「大いなる隔たり」「泥沼の戦い」（2020年8月 - 、ナショナル ジオグラフィック）
- NEXCO東日本 Presents MY BEST WAY（2022年4月5日 - 2023年3月28日、BSテレ東）[196]
- 魅力まるごと いまドキッ!埼玉（テレビ埼玉）
- ゼロからの麻雀／入門編（2025年6月28日 - 、テレ朝チャンネル2）[197]

### テレビ番組
※はインターネット配信。
- 超アニメ研究ステーション えもらぼ（2007年、BEAT☆Net Radio!、MC デジタル・ビート）
- 英梨と聡美のOOマニアへの道（2007年 - 2008年、AT-X）
- みつどもえinニコニコ生放送「なまどもえ」（2010年 - 2011年、ニコニコ生放送※）
- 明坂聡美の「明けテレ」（2011年、TOKYO MX） - 3シリーズ
- あけちかの女子コン!〜女子ってコンなもんですよ?〜（2011年、ニコニコ生放送※）
- ふじびじシネマなう☆（2011年、フジテレビ『ふじびじ』サイト内※）ナビゲーター
- ××（ちょめちょめ）BOOK☆WALKER（2011年、ニコニコ生放送※）
- MAG・ネット 〜マンガ・アニメ・ゲームのゲンバ〜「まぐレボリューション」（2012年 - 2013年、NHK総合、コーナーMC）
- 声優グランプリチャンネル「明坂聡美のどうぶつずかん」（2012年、ニコニコチャンネル※）
- 明坂聡美ノ共和国×電波局[198]（2012年 - 、ニコニコチャンネル※、生放送、音声配信）
- 電人☆ゲッチャ!（2013年 - 2014年、ニコニコ生放送※）パーソナリティ
  - 電人☆ゲッチャ!「星月堂 〜超銀河船団支店〜女子会」（2015年、ニコニコ生放送※、コーナーMC）
- 明坂聡美のリアマチinエクレシア 〜ニコ生あけレシア〜（2013年 - 2016年、ニコニコ生放送※）
- シシララさん スペシャル生放送！！（2013年 - 2014年、ニコニコ生放送※）
- いらこん「声優イラストゼミナール」（2015年 - 2016年、フジテレビ、コーナーMC）[199]
- 明坂聡美のよめいり！（2015年 - 2017年、LoGiRL※）[200]
- 乖離性ミリオンアーサー公式生放送 -まじょラボ！-（2015年 - 、ニコニコ生放送※、不定期放送）
- 明坂三上のよたんぼぱやぱや（2016年 - 2017年 、ニコニコ生放送※[201]）
- 川崎競馬スパーキングトークLIVE（2022年 - 不定期出演、YouTube 川崎競馬場公式ch※）

### 映像商品
2005年
- スーパーお芝居スクールランブル 〜お猿さんだよ、播磨くん!〜 舞台DVD

2006年
- DRAMAGIX SEIYU ENERGY 第二弾「ACCESS」
- VOICHA! 創刊号 付録DVDコメント映像
- ミュージカルGALAXY ANGEL Re-MIX DVD

2008年
- ギャラクシーエンジェルII Angelic Great Force! コンサートDVD+ドラマCD
- 家庭教師ヒットマンREBORN! 未来編Burn4（初回特典座談会DVD）「並盛HR未来編! #2〜骸&クロームに教えまSHOW!!〜」

2009年
- みなみけ!5の2!歌祭りだょ!放課後大爆発!!

2010年
- 家庭教師ヒットマンREBORN! ボンゴレ最強のカルネヴァーレ3 〜白蘭・入江参戦! in 東京・名古屋・神戸〜 コンプリートDVD
- 舞台「チョコレートガールズ」

2011年
- 家庭教師ヒットマンREBORN! ボンゴレ最強のカルネヴァーレ4 RED
- 戦国乙女歌謡祭 〜「宴会乙女」DVD〜

2012年
- 家庭教師ヒットマンREBORN! ボンゴレ究極のカルネヴァーレ!!!!!
- つれゲー Vol.5 明坂聡美&日高里菜×喧嘩番長
- 家庭教師ヒットマンREBORN! ボンゴレ最強のカルネヴァーレコレクションDVD ver.ボンゴレ VOL.2
- 有野晋哉とやまけんの声優学会Vol.2
- ミルキィホームズ ライブ in 武道館

2013年
- 英国探偵ミステリア〜ミステリアスパレード〜 イベントDVD

2014年
- 英国探偵ミステリア ミュージカルライブ 〜オペラ座の怪事件〜 イベントDVD
- ムシブギョー イベントDVD〜常住宴陣〜
- 「八犬伝-東方八犬異聞-」おいでませ!古那屋 in パシフィコ横浜

2015年
- 「Wake Up, Girls! 1st LIVE TOUR 素人臭くてごめんね。／Wake Up, Girls! VS I-1club」ライブDVD

2016年
- てさぐれ!部活もの番外編 てさぐれ!旅もの
- Animelo Summer Live 2015 -THE GATE- 8.30

2022年
- フェノメノン (Amazonプライム)主演ドラマ：星島由比 役
- ウマ娘 プリティーダービー 2nd EVENT「Sound Fanfare！」Blu-ray（2022年）
- ウマ娘 プリティーダービー 3rd EVENT　WINNING DREAM STAGE Blu-ray（2022年）

### 映画
- 草原の椅子（2013年、劇中テレビ番組の音声）
- 劇場版「にゃん旅鉄道」（2022年、さくらの声[206]）

### 舞台
2000年代
- ギャラクシーエンジェル（ヴァニラ・H 役、2005年3月16日 - 22日、紀伊國屋サザンシアター）
- スーパーお芝居スクールランブル 〜お猿さんだよ、播磨くん!〜（塚本八雲 役、2005年7月21日 - 25日、全労済ホールスペース・ゼロ）
- ミュージカル 『ギャラクシーエンジェル Re-MIX』（2005年12月7日 - 11日全9公演、博品館劇場）

2010年代
- チョコレートガールズ（冬美 役、2010年2月10日 - 14日、新宿シアターサンモール）
- チョコレートガールズ2〜チョコレートガールズVSアズキガールズ〜（2011年2月9日 - 14日、前進座劇場）
- ニコニコミュージカル『ニコニコニーコ』（2011年3月17日 - 27日、シアターグリーン）
- 英国探偵ミステリア 〜ミステリアスパレード〜（2013年1月6日、光が丘IMAホール）
- 英国探偵ミステリア ミュージカルライブ【オペラ座の怪事件】（2013年6月15日 - 16日、日本教育会館 一ツ橋ホール）
- 朗読劇『私の玉の輿計画！』（エリカ役、2014年11月22日、横浜赤レンガ倉庫1号館ホール）

2020年代
- 舞台「プロジェクト東京ドールズ THE GARDEN ／ SKY TOWER」（2021年2月20日 - 28日、シアター1010） - 会場ナレーション（斑目セツナ役）
- マーダーミステリーシアター「殺意の代償」（2025年3月14日、品川プリンスホテル クラブeX）

### パチスロ
2000年代
- 絶対衝激 〜PLATONIC HEART〜（2009年、本間棗）

2010年代
- 秘宝伝〜封じられた女神〜（2011年、クレア）
- クレアの秘宝伝〜はじまりの扉と太陽の石〜（2012年、クレア〈子供〉、クレア〈大人〉）
- 秘宝伝〜太陽を求める者達〜（2012年、クレア）
- 絶対衝激II 〜PLATONIC HEART〜（2013年、本間棗）
- シンデレラブレイド2（2014年、ソフィア）
- 探偵歌劇 ミルキィホームズTD　消えた7と奇跡の歌（2016年、アルセーヌ / アンリエット・ミステール）
- クレアの秘宝伝〜眠りの塔とめざめの石〜（2016年、クレア〈子供〉、クレア〈大人〉）
- シンデレラブレイド3（2017年、ソフィア）
- クレアの秘宝伝 女神の夢と魔法の遺跡（2018年、クレア〈子供〉、クレア〈大人〉）

### アプリ
- お散歩 in 吉祥寺（2012年、キチリン）
- みみふく（2014年、日高麻紀）
- Zeenyアシスタント（2023年、Ponta[213]）

### ASMR
- ディアナと過ごすASMR 鍛冶屋ではじめる異世界スローライフ（2021年 - 2022年、ディアナ[214]） - 無料版＆小説4巻紙書籍の帯でのURL配布（購入特典）、ボイスドラマ配信マーケットプレイス「mimicle」販売版[215]
- 【どんなパジャマが好きですか?】三石さくら編～友達っぽい先輩との楽しい休日～（2021年、三石さくら）
- 彼女は僕の耳を……したい。～模範的だけど隠れドSなJK・乃愛による、あなたのお耳の『調教』記録～（2024年、乃愛）

### コラム
- 声優アニメイト+hm3 携帯サイトコラム「〒猫耳電波便(ΦωΦ)」（2006年）
- 『家庭教師ヒットマンREBORN!』アニメ版の公式携帯サイトコラム「REBORN!アニメモバイル」（2009年12月 - 2010年1月）
- ケータイサイト「エキサイトアニメ特撮声優、VAB-Voice Actor Blog-」『明坂聡美のあなたに音届けっ!』（2010年8月）
- 声優グランプリ「明坂聡美のどうぶつずかん」（2011年11月号 - 2015年5月号）

### グラビア
- 週刊少年チャンピオン 38号 巻頭グラビア『みつどもえ』三つ子声優 IDOL PHOTO GENIC（2010年）
- デジタル写真集「やみなべ」（アニメロミックス、2011年）
- ××BOOK☆WALKER 明坂聡美写真集「あけこれ」（ブックウォーカー、2012年03月15日）

### その他コンテンツ
- テーブルトークRPGリプレイ『剣神（ブレードデモンズ）』（2007年 - 2008年、プレイヤー / 御剣凪）
- 動画『電撃文庫FC講座』（ナレーション・生徒）
- あけこ「Windows100% 2012年1月号」（晋遊舎）[216]に付録された歌声合成ツールUTAU用音源[216]。
- ゲーム『シャイニング・フォース クロスエクレシア ゼニス』（2014年、綺羅姫・キャラクター原案）
- ボイスコミック『ウマ娘 シンデレラグレイ』（2021年、実況[217]）
- 音声コンテンツ『聴くanime「名前のないゲーム」』[218]（2022年、Mimosa[219]）
- PV『辺境の貧乏伯爵に嫁ぐことになったので領地改革に励みます 〜ドラゴンと公爵令嬢〜』（2022年、アンジェリク[220]）

## ディスコグラフィ

### シングル
|     | 発売日        | タイトル | 規格品番  | オリコン 最高位 |
| --- | ------------- | -------- | --------- | --------------- |
| 1st | 2011年8月24日 | 明け盤   | MHCL-1956 | 126位           |

### タイアップ曲
| 楽曲             | タイアップ                                              | 時期   |
| ---------------- | ------------------------------------------------------- | ------ |
| 夢の先へ         | テレビ番組『明坂聡美の「明けテレ2」』オープニングテーマ | 2011年 |
| けものおと。     | テレビ番組『明坂聡美の「明けテレ3」』オープニングテーマ | 2011年 |
| R.E.D            | ゲーム『シャイニング・フォース クロスエクレシア』主題歌 | 2013年 |
| 月夜のセレナーデ | ドラマCD『夜伽HoLiC』主題歌                             | 2016年 |

### キャラクターソング
| 発売日   | 商品名                                                                                           | 歌 | 楽曲                                                                             | 備考                                                                 |
| 2005年   | 2005年                                                                                           | 2005年 | 2005年                                                                           | 2005年                                                               |
| -------- | ------------------------------------------------------------------------------------------------ | --- | -------------------------------------------------------------------------------- | -------------------------------------------------------------------- |
| 11月25日 | GALAXY ANGEL II & I デュエットCD (3)「ナノナノ・プディング&ヴァニラ・H」                         | ナノナノ・プディング（明坂聡美）、ヴァニラ・H（かないみか） | 「おやすみ…」 「Great Healer」                                                   | 『ギャラクシーエンジェルII』関連曲                                   |
| 12月16日 | GALAXY ANGEL II キャラクターファイル03「ナノナノ・プディング」                                   | ナノナノ・プディング（明坂聡美） | 「ナノナノだいジャンピン」                                                       | 『ギャラクシーエンジェルII』関連曲                                   |
| 2006年   |                                                                                                  | |                                                                                  |                                                                      |
| 5月24日  | しちゃいましょう                                                                                 | 鉄子（明坂聡美） | 「しちゃいましょう devoted」                                                     | テレビアニメ『錬金3級 まじかる？ぽか〜ん』エンディングテーマ         |
| 10月25日 | ギャラクシーエンジェる〜ん キャラクターシングル Vol.3「ナノナノ・プディング」                    | ナノナノ・プディング（明坂聡美） | 「ナノナノなのだンス」                                                           | テレビアニメ『ギャラクシーエンジェる〜ん』関連曲                     |
| 2007年   |                                                                                                  | |                                                                                  |                                                                      |
| 8月8日   | TRANSFORMERS SONG UNIVERSE                                                                       | サンドル（明坂聡美）、ロザンナ（りりあん）、グリット（鹿野優以） | 「TRANSFORMER 〜トランスフォーマー〜 キスぷれバージョン」                        | メディアミックス『トランスフォーマー キスぷれ』関連曲                |
| 10月10日 | 鉄道むすめ キャラクターソングコレクション Vol.4 外川つくし                                       | 外川つくし（明坂聡美） | 「デキたてすまいる」 「トレインtoトレイン」                                      | 『鉄道むすめ』関連曲                                                 |
| 10月26日 | かなしみ流星群                                                                                   | ナノナノ・プディング（明坂聡美） | 「かなしみ流星群」                                                               | ゲーム『GALAXY ANGEL II 無限回廊の鍵』エンディングテーマ             |
| 11月21日 | こはるびより オリジナルサウンドトラック                                                          | ゆい（喜多村英梨）、住友みのり（明坂聡美） | 「ラブソングかもしれない」                                                       | OVA『こはるびより』第1、2巻エンディングテーマ                        |
| 12月21日 | こはるびより マニアックスCD1                                                                     | 住友みのり（明坂聡美） | 「ヘンシーン！って叫んでいいですか？」                                           | OVA『こはるびより』挿入歌                                            |
| 2008年   |                                                                                                  | |                                                                                  |                                                                      |
| 1月18日  | Waiting!                                                                                         | デ・ジ・キャラット（明坂聡美） | 「Waiting!」                                                                     | 『デ・ジ・キャラット』新イメージソング                               |
| 1月18日  | Waiting!                                                                                         | デ・ジ・キャラット（明坂聡美） | 「Welcome! 2008」                                                                | 『デ・ジ・キャラット』関連曲                                         |
| 2月6日   | ご愁傷さま二ノ宮くん キャラクター・ソング・アルバム〜お色気パワーアップ!〜                       | 綾川日奈子（明坂聡美）、霧島しのぶ（千葉紗子）、奥城いろり（綱掛裕美） | 「Love&Luck」                                                                    | テレビアニメ『ご愁傷さま二ノ宮くん』関連曲                           |
| 2月6日   | ご愁傷さま二ノ宮くん キャラクター・ソング・アルバム〜お色気パワーアップ!〜                       | ぽんぽんズ | 「ふれふれっぽんぽん！」                                                         | テレビアニメ『ご愁傷さま二ノ宮くん』関連曲                           |
| 5月16日  | るり色輪廻 どらま×うた×らじお                                                                    | 水沢留莉・瑠璃姫（明坂聡美） | 「永遠が聞こえる」                                                               | ラジオ『るり色輪廻 〜ラジオはじめて物語〜』関連曲                    |
| 5月18日  | ルーンエンジェル隊4thコンサート記念CD「UNITY」                                                   | ナノナノ・プディング（明坂聡美） | 「UNITY short Ver. ナノナノ・プディング」                                        | メディアミックス『ギャラクシーエンジェルII』関連曲                   |
| 5月23日  | 君は僕のエナジー                                                                                 | デ・ジ・キャラット（明坂聡美）、プチ・キャラット（みなかみ菜緒）、ラ・ビ・アン・ローズ（矢澤りえか） | 「君は僕のエナジー」                                                             | ラジオ『でじこラジオ』テーマソング                                   |
| 6月25日  | デ・ジ・キャラット キャラクターソングVol.1「元気！勇気！ノンキだにょ！」                         | デ・ジ・キャラット（明坂聡美） | 「元気！勇気！ノンキだにょ！」                                                   | 『デ・ジ・キャラット』関連曲                                         |
| 10月22日 | 絶対音楽集〜プラスティックバード〜                                                               | 伊勢島綾（名塚佳織）、本間棗（明坂聡美） | 「プラスティックバード」                                                         | OVA『絶対衝激 〜PLATONIC HEART〜』関連曲                             |
| 12月28日 | にょコにょコうたってみた                                                                         | デ・ジ・キャラット（明坂聡美）、プチ・キャラット（みなかみ菜緒）、ラ・ビ・アン・ローズ（矢澤りえか） | 「にょコにょコうたってみた」 「未来旋風☆センセーション！」 「PARTY☆NIGHT」       | 『デ・ジ・キャラット』関連曲                                         |
| 12月28日 | にょコにょコうたってみた                                                                         | デ・ジ・キャラット（明坂聡美） | 「ビタミン“D”」 「RING☆RING☆RING☆”」                                             | 『デ・ジ・キャラット』関連曲                                         |
| 2009年   |                                                                                                  | |                                                                                  |                                                                      |
| 1月7日   | テ・ト・テ・ト                                                                                   | ナノナノ・プディング（明坂聡美） | 「テ・ト・テ・ト」                                                               | ゲーム『GALAXY ANGEL II 永劫回帰の刻』エンディングテーマ             |
| 3月4日   | 家庭教師ヒットマンREBORN! キャラクターシングルシリーズ第2弾 その5「消えない願い/セツナノキヲク」 | クローム髑髏（明坂聡美） | 「セツナノキヲク」                                                               | テレビアニメ『家庭教師ヒットマンREBORN!』関連曲                      |
| 12月16日 | 家庭教師ヒットマンREBORN! キャラクターシングルシリーズ第3弾 その5「記憶の果て/涙の温度」         | クローム髑髏（明坂聡美） | 「涙の温度」                                                                     | テレビアニメ『家庭教師ヒットマンREBORN!』関連曲                      |
| 2010年   |                                                                                                  | |                                                                                  |                                                                      |
| 7月21日  | 家庭教師ヒットマンREBORN! キャラクターアルバム SONG "RED" 〜famiglia〜                           | 笹川京子（稲村優奈）、三浦ハル（吉田仁美）、ランボ（竹内順子）、イーピン（チャン・リーメイ）、クローム髑髏（明坂聡美） | 「Tatta Latta」                                                                  | テレビアニメ『家庭教師ヒットマンREBORN!』関連曲                      |
| 8月11日  | みっつ数えて大集合！                                                                             | 丸井みつば（高垣彩陽）、丸井ふたば（明坂聡美）、丸井ひとは（戸松遥） | 「みっつ数えて大集合！」                                                         | テレビアニメ『みつどもえ』オープニングテーマ                         |
| 8月11日  | みっつ数えて大集合！                                                                             | 丸井みつば（高垣彩陽）、丸井ふたば（明坂聡美）、丸井ひとは（戸松遥） | 「つよいするどいしょうがくせい」                                                 | テレビアニメ『みつどもえ』関連曲                                     |
| 8月25日  | みつどもえ キャラクターソングVol.2 ふたば                                                        | 丸井ふたば（明坂聡美） | 「大人になったら」                                                               | テレビアニメ『みつどもえ』関連曲                                     |
| 8月25日  | みつどもえ キャラクターソングVol.2 ふたば                                                        | 丸井ふたば（明坂聡美） | 「ABCよりDEFっス!!」                                                             | テレビアニメ『みつどもえ』挿入歌                                     |
| 9月22日  | まさか三卵性!?                                                                                   | 丸井みつば（高垣彩陽）、丸井ふたば（明坂聡美）、丸井ひとは（戸松遥） | 「さか三卵性!?」                                                                 | Webラジオ『みつどもえラジオ「3ちゃんねる」』オープニングテーマ       |
| 9月22日  | まさか三卵性!?                                                                                   | 矢部智（下野紘）、丸井ふたば（明坂聡美） | 「先生はこども？子供はせんせい？」                                               | Webラジオ『みつどもえラジオ「3ちゃんねる」』エンディングテーマ       |
| 12月22日 | 〜ミルキィ show time♪                                                                            | アルセーヌ（明坂聡美） | 「美的・エゴイズム」                                                             | テレビアニメ『探偵オペラ ミルキィホームズ』関連曲                    |
| 2011年   |                                                                                                  | |                                                                                  |                                                                      |
| 1月26日  | わが名は小学生                                                                                   | 丸井みつば（高垣彩陽）、丸井ふたば（明坂聡美）、丸井ひとは（戸松遥） | 「わが名は小学生」                                                               | テレビアニメ『みつどもえ 増量中！』オープニングテーマ                |
| 4月6日   | みつどもべすと                                                                                   | 丸井みつば（高垣彩陽）、丸井ふたば（明坂聡美）、丸井ひとは（戸松遥） | 「もうすぐ中学生」                                                               | テレビアニメ『みつどもえ 増量中！』関連曲                            |
| 4月27日  | るーるぶっくを忘れちゃえ                                                                         | ULTRA-PRISM with 白玉中ソフトテニス部 | 「るーるぶっくを忘れちゃえ」                                                     | テレビアニメ『そふてにっ』オープニングテーマ                         |
| 5月18日  | 陽炎-kagerou-                                                                                    | 天下取り隊 | 「陽炎-kagerou-」                                                                | テレビアニメ『戦国乙女〜桃色パラドックス〜』オープニングテーマ       |
| 5月18日  | 陽炎-kagerou-                                                                                    | 天下取り隊 | 「熱き矢の如く」                                                                 | テレビアニメ『戦国乙女〜桃色パラドックス〜』エンディングテーマ       |
| 5月18日  | SENGOKU GROOVE                                                                                   | 今川ヨシモト（持月玲依）、徳川イエヤス（明坂聡美）、武田シンゲン（國立幸）、上杉ケンシン（伊瀬茉莉也） | 「天下取りたい」                                                                 | テレビアニメ『戦国乙女〜桃色パラドックス〜』関連曲                   |
| 6月15日  | 戦国乙女♥宴たけなわ                                                                              | 徳川イエヤス（明坂聡美） | 「伝説が生まれるまで」                                                           | テレビアニメ『戦国乙女〜桃色パラドックス〜』関連曲                   |
| 6月15日  | 戦国乙女♥宴たけなわ                                                                              | 日出佳乃（日高里菜）、アケリン（喜多村英梨）、トクニャン（明坂聡美） | 「夢見る自由〜クラスメイト・バージョン〜」                                       | テレビアニメ『戦国乙女〜桃色パラドックス〜』関連曲                   |
| 7月6日   | がっしゅくっ?                                                                                    | 冬川来栖（明坂聡美） | 「不可…No! 可…No!!」                                                             | テレビアニメ『そふてにっ』関連曲                                     |
| 12月16日 | 1000%キュンキュンさせてよ♥/プリティーリズムでGo!                                                 | プリティーリズム☆オールスターズ | 「1000%キュンキュンさせてよ♥」                                                   | テレビアニメ『プリティーリズム・オーロラドリーム』オープニングテーマ |
| 12月28日 | マケン姫っ！ 全エンディングっ！                                                                  | ミディア・デミトラ（田中理恵）、ヤン・ミン（明坂聡美） | 「Baby!Baby! Ver.7」                                                             | テレビアニメ『マケン姫っ！』エンディングテーマ                       |
| 2012年   |                                                                                                  | |                                                                                  |                                                                      |
| 1月27日  | gdgd妖精s Blu-ray第1巻 初回限定生産特典CD                                                        | gdgd妖精s | 「おいでよ！妖精の森」                                                           | テレビアニメ『gdgd妖精s』オープニングテーマ                          |
| 2月22日  | ゴクジョッ。のジョーケン♡                                                                        | 赤羽亜矢（日笠陽子）、七里愛（内田真礼）、栗橋南（竹達彩奈）、大和田円（明坂聡美） | 「ゴクジョッ。のジョーケン♡」                                                    | テレビアニメ『ゴクジョッ。〜極楽院女子高寮物語〜』オープニングテーマ |
| 2月22日  | ゴクジョッ。のジョーケン♡                                                                        | 赤羽亜矢（日笠陽子）、七里愛（内田真礼）、栗橋南（竹達彩奈）、大和田円（明坂聡美） | 「極・女おー・う゛ぁーどらいぶ」                                                 | テレビアニメ『ゴクジョッ。〜極楽院女子高寮物語〜』エンディングテーマ |
| 2月24日  | gdgd妖精s Blu-ray第2巻 初回限定生産特典CD                                                        | gdgd妖精s | 「Eternal」                                                                      | テレビアニメ『gdgd妖精s』エンディングテーマ                          |
| 3月16日  | プリティーリズム・オーロラドリーム プリズム☆ミュージックコレクション                             | 藤堂かのん（明坂聡美） | 「Don't Give Up」                                                                | テレビアニメ『プリティーリズム・オーロラドリーム』挿入歌             |
| 3月16日  | プリティーリズム・オーロラドリーム プリズム☆ミュージックコレクション                             | せれのん | 「Never Let Me Down 〜がんばりやぁ！〜」                                         | テレビアニメ『プリティーリズム・オーロラドリーム』挿入歌             |
| 11月7日  | キャラソン ちとせげっちゅ!!                                                                      | 柏原美香（明坂聡美） | 「Love ショータイム」                                                            | テレビアニメ『ちとせげっちゅ!!』関連曲                               |
| 12月5日  | サウンドトラック 秘宝伝〜太陽を求める者達〜                                                      | クレア（明坂聡美） | 「キミとボクの未来の地図☆」 「お願い！アドベンチャー」                           | パチスロ『秘宝伝〜太陽を求める者達〜』関連曲                         |
| 12月19日 | プリティーリズム・ディアマイフューチャー プリズムソング・コレクション Life is just a miracle     | COSMOs | 「cheer!yeah!×2」                                                                | テレビアニメ『プリティーリズム・ディアマイフューチャー』挿入歌       |
| 2013年   |                                                                                                  | |                                                                                  |                                                                      |
| 1月25日  | おいでよ！妖精の森                                                                               | gdgd妖精s | 「おいでよ！妖精の森」 「続・おいでよ！妖精の森」 「ぐだぐだ言ってんじゃねえ！」 | テレビアニメ『gdgd妖精s』オープニングテーマ                          |
| 1月25日  | おいでよ！妖精の森                                                                               | gdgd妖精s | 「Eternal」 「きっとまた会える」                                                 | テレビアニメ『gdgd妖精s』エンディングテーマ                          |
| 1月26日  | ヨロシク☆サンキュ                                                                                | スマイル☆シューター | 「ヨロシク☆サンキュ」                                                            | 『スマイル☆シューター』関連曲                                        |
| 1月26日  | ヨロシク☆サンキュ                                                                                | 桐沢楓（明坂聡美） | 「welcome to my world」                                                          | 『スマイル☆シューター』関連曲                                        |
| 3月20日  | プリティーリズム・ディアマイフューチャー プリズム☆ミュージックコレクション                       | せれのん with K | 「よいなかそ♪」                                                                  | テレビアニメ『プリティーリズム・ディアマイフューチャー』挿入歌       |
| 4月11日  | 英国探偵ミステリア サウンドトラック「ミステリアスシンフォニー」                                  | エミリー（明坂聡美） | 「ハニー・ノスタルジア」                                                         | ゲーム『英国探偵ミステリア』関連曲                                   |
| 5月22日  | ムシブギョー キャラクターソング「ハルウララ・モモラルラ」                                        | お春（明坂聡美） | 「ハルウララ・モモラルラ」 「願い事」                                            | テレビアニメ『ムシブギョー』関連曲                                   |
| 5月28日  | 八犬伝―東方八犬異聞― Blu-ray&DVD第3巻 初回特典イメージソングCD Vol.3                             | 浜路（高垣彩陽）、観月あやね（明坂聡美） | 「絆は思いで出来ている」                                                         | テレビアニメ『八犬伝―東方八犬異聞―』イメージソング                   |
| 6月6日   | 英国探偵ミステリア キャラクターソングシリーズvol.10「おはようリトル・ベリー」                    | エミリー（明坂聡美） | 「おはようリトル・ベリー」                                                       | ゲーム『英国探偵ミステリア』関連曲                                   |
| 6月26日  | 八犬伝―東方八犬異聞― キャラクターソングアルバムVol.1                                             | 観月あやね（明坂聡美） | 「White Wish」                                                                   | テレビアニメ『八犬伝―東方八犬異聞―』関連曲                           |
| 7月26日  | いつかの儚い物語                                                                                 | お春（明坂聡美） | 「いつかの儚い物語」 「ココロ、想い、強く。」 「GO STRAIGHT」                    | テレビアニメ『ムシブギョー』関連曲                                   |
| 9月25日  | 八犬伝―東方八犬異聞― Blu-ray&DVD第7巻 初回特典イメージソングCD Vol.7                             | ちかげ（荒川美穂）、観月あやね（明坂聡美） | 「Luna Rainbow」                                                                 | テレビアニメ『八犬伝―東方八犬異聞―』関連曲                           |
| 10月2日  | リコーダーとランドセル ミ☆ キャラクターソング 凸凹E.P.                                           | 木島さん（明坂聡美）、三浦さん（喜多丘千陽）、青野さん（柏山奈々美） | 「Target」                                                                       | テレビアニメ『リコーダーとランドセル ミ☆』関連曲                     |
| 10月11日 | スマイル☆シューター ウクレレ Team Ukulele Picnic in Hawaii「ロマンティックあげるよ」             | SMILE☆SHOOTER Team Ukulele Picnic in Hawaii | 「ロマンティックあげるよ」 「ヨロシク☆サンキュ」                                 | 『スマイル☆シューター』関連曲                                        |
| 10月25日 | 八犬伝―東方八犬異聞― Blu-ray&DVD第8巻 初回特典イメージソングCD Vol.8                             | 緋ノ塚那智（藤原啓治）、里見莉芳（神谷浩史）、尾崎要（浪川大輔）、観月あやね（明坂聡美） | 「僕らの理由」                                                                   | テレビアニメ『八犬伝―東方八犬異聞―』関連曲                           |
| 10月23日 | てさぐれ！部活もの 関連楽曲集 てさぐれ！歌もの                                                   | 鈴木結愛（西明日香）、佐藤陽菜（明坂聡美）、高橋葵（荻野可鈴）、田中心春（大橋彩香） | 「Stand Up!!!!」                                                                 | テレビアニメ『てさぐれ！部活もの』オープニングテーマ                 |
| 10月23日 | てさぐれ！部活もの 関連楽曲集 てさぐれ！歌もの                                                   | 鈴木結愛（西明日香）、佐藤陽菜（明坂聡美）、高橋葵（荻野可鈴）、田中心春（大橋彩香） | 「12ヶ月」                                                                       | テレビアニメ『てさぐれ！部活もの』エンディングテーマ                 |
| 10月23日 | てさぐれ！部活もの 関連楽曲集 てさぐれ！歌もの                                                   | 佐藤陽菜（明坂聡美） | 「フウセンカズラ」                                                               | テレビアニメ『てさぐれ！部活もの』関連曲                             |
| 11月15日 | ムシブギョー キャラクターソングミニアルバム-お春- アイム*ユア*ホーム                             | お春（明坂聡美） | 「ハルウララ・モモラルラ」 「願い事」 「アイム*ユア*ホーム」                     | テレビアニメ『ムシブギョー』関連曲                                   |
| 2014年   |                                                                                                  | |                                                                                  |                                                                      |
| 2月21日  | TVアニメ ムシブギョー 旋律集〜蟲の奏〜                                                           | お春（明坂聡美）、火鉢（大久保瑠美） | 「GO STRAIGHT（Remix）」                                                         | テレビアニメ『ムシブギョー』関連曲                                   |
| 3月5日   | Welcome Smile                                                                                    | スマイル☆シューター | 「Welcome Smile」                                                                | 『スマイル☆シューター』関連曲                                        |
| 3月19日  | 地下すぎてアンダーグラウンド                                                                     | 地下すぎプリンセス | 「地下すぎてアンダーグラウンド」 「地下すぎてアンダーグラウンド（ヲタMIX）」     | テレビアニメ『地下すぎアイドル あかえちゃん』主題歌                  |
| 3月19日  | 恋のネイキッドダンス                                                                             | 地下すぎプリンセス | 「恋のネイキッドダンス」                                                         | テレビアニメ『地下すぎアイドル あかえちゃん』主題歌                  |
| 3月19日  | 無情なる挑戦状                                                                                   | 地下すぎプリンセス | 「無情なる挑戦状」                                                               | テレビアニメ『地下すぎアイドル あかえちゃん』主題歌                  |
| 3月19日  | てさぐれ！部活もの あんこーる関連楽曲集 てさぐれ！歌もの あんこーる                              | 鈴木結愛（西明日香）、佐藤陽菜（明坂聡美）、高橋葵（荻野可鈴）、田中心春（大橋彩香） | 「てさぐり部部歌」 「ちゃんとStand Up!!!!」                                      | テレビアニメ『てさぐれ！部活もの あんこーる』関連曲                  |
| 3月19日  | てさぐれ！部活もの あんこーる関連楽曲集 てさぐれ！歌もの あんこーる                              | 鈴木結愛（西明日香）、佐藤陽菜（明坂聡美）、高橋葵（荻野可鈴）、田中心春（大橋彩香）、園田萌舞子（上田麗奈） | 「それぞれの12ヶ月」                                                             | テレビアニメ『てさぐれ！部活もの あんこーる』関連曲                  |
| 3月26日  | リトル・チャレンジャー                                                                           | I-1club | 「シャツとブラウス」                                                             | 劇場アニメ『Wake Up, Girls! 七人のアイドル』挿入歌                   |
| 4月23日  | 極上スマイル                                                                                     | I-1club | 「極上スマイル」 「ジェラ」                                                      | テレビアニメ『Wake Up, Girls!』挿入歌                                |
| 5月16日  | ゴミ溜めPEACE〜let’s 5 pre3〜                                                                    | No.53 KAREN（明坂聡美） | 「シアワセの方角」 「カレンの家電行進曲」                                        | ドラマCD『ゴミ溜めPEACE』関連曲                                      |
| 5月21日  | ムーンライト・ラビリンス                                                                         | 地下すぎプリンセス | 「ムーンライト・ラビリンス」                                                     | テレビアニメ『地下すぎアイドル あかえちゃん』主題歌                  |
| 5月21日  | 青春ラプソディ                                                                                   | 地下すぎプリンセス | 「青春ラプソディ」                                                               | テレビアニメ『地下すぎアイドル あかえちゃん』主題歌                  |
| 5月21日  | 何だっけ!?アイドル                                                                               | 地下すぎプリンセス | 「何だっけ!?アイドル」                                                           | テレビアニメ『地下すぎアイドル あかえちゃん』主題歌                  |
| 5月21日  | 何だっけ!?アイドル                                                                               | 地下すぎプリンセス | 「AMANOJA・く…テレパシー」                                                       | テレビアニメ『地下すぎアイドル あかえちゃん』関連曲                  |
| 8月20日  | EXIT TUNES PRESENTS 半熟少女 hanjyuku girls                                                      | 石英カトレーナ瑤（明坂聡美） | 「非公開日誌」                                                                   | 『半熟少女』関連曲                                                   |
| 9月17日  | トランスフォーマー ソング・マスターピース                                                        | サンドル（明坂聡美）、ロザンナ（りりあん）、グリット（鹿野優以） | 「TRANSFORMER 〜トランスフォーマー〜 キスぷれバージョン」                        | メディアミックス『トランスフォーマー キスぷれ』関連曲                |
| 2015年   |                                                                                                  | |                                                                                  |                                                                      |
| 2月4日   | EXIT TUNES PRESENTS 半熟少女2                                                                    | 石英カトレーナ瑤（明坂聡美） | 「ダブルラリアット」                                                             | 『半熟少女』関連曲                                                   |
| 2月4日   | EXIT TUNES PRESENTS 半熟少女2                                                                    | 石英カトレーナ瑤（明坂聡美）、明神きらら（大久保瑠美） | 「しんでしまうとはなさけない！」                                                 | 『半熟少女』関連曲                                                   |
| 8月26日  | だんちがい Song Collection Vol.1                                                                 | 仲野夢月（明坂聡美） | 「My only happiness」                                                            | テレビアニメ『だんちがい』関連曲                                     |
| 8月26日  | だんちがい Song Collection Vol.2                                                                 | 仲野夢月（明坂聡美） | 「Early Morning」                                                                | テレビアニメ『だんちがい』主題歌                                     |
| 11月11日 | 運命の女神                                                                                       | I-1club Team M | 「運命の女神」                                                                   | 劇場アニメ『Wake Up, Girls! 青春の影』挿入歌                         |
| 11月11日 | 運命の女神                                                                                       | I-1club Team M | 「リトル・チャレンジャー2015」                                                   | アニメ『Wake Up, Girls!』関連曲                                      |
| 2016年   |                                                                                                  | |                                                                                  |                                                                      |
| 1月13日  | レザレクション/止まらない未来                                                                    | I-1club | 「止まらない未来」                                                               | 劇場アニメ『Wake Up, Girls! Beyond the Bottom』挿入歌                |
| 2月10日  | 世界は今日もあたらしい                                                                           | 黒田砂雪（千菅春香）、小早川夕夏（花澤香菜）、安東テルハ（明坂聡美）、結城うぐいす（佐藤聡美） | 「世界は今日もあたらしい」                                                       | テレビアニメ『少女たちは荒野を目指す』エンディングテーマ             |
| 9月11日  | Z/X -Zillions of enemy X- NF DramaCD (9)「13姉妹 雪月花」                                        | アドミニストレータ ポラリス（明坂聡美） | 「未来創造革命」                                                                 | ドラマCD『13姉妹 雪月花』イメージソング                              |
| 10月19日 | はっぴ〜！ Sunrise                                                                               | A.I.S | 「はっぴ〜！ Sunrise」                                                           | テレビアニメ『アイドル事変』挿入歌                                   |
| 10月19日 | はっぴ〜！ Sunrise                                                                               | A.I.S | 「Fun Fun!あい・すくり〜む」                                                     | テレビアニメ『アイドル事変』関連曲                                   |
| 2017年   |                                                                                                  | |                                                                                  |                                                                      |
| 4月19日  | 横濱行進曲                                                                                       | アルセーヌ（明坂聡美） | 「Brilliant Wish 〜華麗なる欲望〜」                                              | 『Project MILKY HOLMES』関連曲                                       |
| 2018年   |                                                                                                  | |                                                                                  |                                                                      |
| 1月31日  | 君とプログレス/Jewelry Wonderland                                                                | I-1club | 「君とプログレス」 「Jewelry Wonderland」                                        | テレビアニメ『Wake Up, Girls! 新章』挿入歌                           |
| 10月10日 | ウマ娘 プリティーダービー ANIMATION DERBY 07                                                     | 実況の赤坂さん（明坂聡美） | 「うまぴょい伝説」                                                               | テレビアニメ『ウマ娘 プリティーダービー』関連曲                      |
| 10月13日 | モテたいのー/おうちに帰ろう                                                                      | ひもてはうす住人一同 | 「モテたいのー」                                                                 | テレビアニメ『ひもてはうす』オープニングテーマ                       |
| 10月13日 | モテたいのー/おうちに帰ろう                                                                      | ひもてはうす住人一同 | 「おうちに帰ろう」                                                               | テレビアニメ『ひもてはうす』挿入歌                                   |
| 10月13日 | 走れウマ娘/ぱかチューブっ！ですが、何か？                                                        | スペシャルウィーク（和氣あず未）、サイレンススズカ（高野麻里佳）、トウカイテイオー（Machico）、ゴールドシップ（上田瞳）、タマモクロス（大空直美）、ウイニングチケット（渡部優衣）、駿川たづな（藤井ゆきよ）、実況の赤坂さん（明坂聡美） | 「走れウマ娘」                                                                   | ゲーム『ウマ娘 プリティーダービー』関連曲                            |
| 11月17日 | 『ひもてはうす』キャラクターカップリングソング集                                                 | 紐手こころ（明坂聡美）、えにし（西明日香） | 「なまえ」 「おうちに帰ろう（Duet ver.2）」                                      | テレビアニメ『ひもてはうす』関連曲                                   |
| 2019年   |                                                                                                  | |                                                                                  |                                                                      |
| 1月16日  | ミルキィパレード!!!!                                                                             | ミルキィホームズ、フェザーズ、アルセーヌ（明坂聡美）、明智小衣（南條愛乃） | 「ミルキィアタック〜上乗せver.〜」                                               | パチスロ『探偵歌劇 ミルキィホームズTD 消えた7と奇跡の歌』関連曲      |
| 9月11日  | 新ワールドウィッチーズシリーズ 秘め歌コレクション特別版 ディジョン篇                             | イザベル・デュ・モンソオ・ド・バーガンデール（仲谷明香）、ジェニファー・J・デ・ブランク（明坂聡美）、カーラ・J・ルクシック（三澤紗千香）                                                                                                | 「Trust we NOBLE」                                                               | 『ワールドウィッチーズ』関連曲                                       |
| 10月13日 | グラウンドの響                                                                                   | TwinCrew | 「不死鳥「S」」 「全力少年」                                                     | ゲーム『八月のシンデレラナイン』関連曲                               |
| 2020年   |                                                                                                  | |                                                                                  |                                                                      |
| 3月30日  | DOLLS Songs & Sounds 01                                                                          | 斑目セツナ（明坂聡美） | 「永遠メモリー（Wedding Ver.）」                                                 | ゲーム『プロジェクト東京ドールズ』関連曲                             |
| 7月22日  | SEA HORIZON/釣りの世界へ                                                                         | 海野高校ていぼう部 | 「SEA HORIZON」                                                                  | テレビアニメ『放課後ていぼう日誌』オープニングテーマ                 |
| 7月22日  | SEA HORIZON/釣りの世界へ                                                                         | 海野高校ていぼう部 | 「釣りの世界へ」                                                                 | テレビアニメ『放課後ていぼう日誌』エンディングテーマ                 |
| 9月23日  | 放課後ていぼう日誌 サウンドコレクション                                                          | 大野真（明坂聡美） | 「ガラカブ・ラブ」                                                               | テレビアニメ『放課後ていぼう日誌』関連曲                             |
| 2024年   |                                                                                                  | |                                                                                  |                                                                      |
| 6月26日  | ミステリアスソーダ                                                                               | 和泉ナナ（明坂聡美） | 「燃えさし」                                                                     | ゲーム『De:Lithe Last Memories』関連曲                               |

### その他参加楽曲
| 発売日         | 商品名                                         | 歌                                         | 楽曲 | 備考                                                              |
| -------------- | ---------------------------------------------- | ------------------------------------------ | --- | ----------------------------------------------------------------- |
| 2002年7月21日  | 守りたいから                                   | ミュウ・ファイヴ                           | 「守りたいから」 | テレビアニメ『東京ミュウミュウ』イメージソング                    |
| 2009年11月4日  | 7ブンノ5デイズ/メジルシは君さ                  | 超ラジ!Girls                               | 「7ブンノ5デイズ」 | ラジオ番組『Voice of A&G Digital 超ラジ!Girls』オープニングテーマ |
| 2009年11月4日  | 7ブンノ5デイズ/メジルシは君さ                  | 超ラジ!Girls                               | 「メジルシは君さ」 | ラジオ番組『Voice of A&G Digital 超ラジ!Girls』エンディングテーマ |
| 2010年7月21日  | 「Replay!」〜下川みくに青春アニソンカバーIII〜 | 小山剛志、中村繪里子、伊瀬茉莉也、明坂聡美 | 「南風 〜BBQ version〜」 |                                                                   |
| 2015年1月14日  | プリティーリズム・スペシャルコンプリートCD BOX | 明坂聡美                                   | 「FreeDreamin'」 「と・き・め・きDays」 「Are You Ready?」 「オトメパズル 〜恋するEVERYDAY〜」 「Shooting STAR」 「StarLight☆HeartBeat」 | ゲーム『プリティーリズム』関連曲                                  |
| 2016年11月23日 | Rejet Sound Collection vol.3「MY LINK」        | 明坂聡美                                   | 「月夜のセレナーデ」 | ドラマCD『夜伽HoLiC』主題歌                                       |